# Ed Rains
Edward Eugene "Ed" Rains (nacido el 24 de diciembre de 1956 en Ocala, Florida) es un exjugador de baloncesto estadounidense que jugó dos temporadas en la NBA. Con 2,00 metros de estatura, lo hacía en la posición de alero.

## Trayectoria deportiva

### Universidad
Jugó durante cuatro temporadas con los Jaguars de la Universidad del Sur de Alabama, en las que promedió 15,7 puntos y 6,3 rebotes por partido. En su última temporada fue elegido como Jugador del Año de la Sun Belt Conference. Posteriormente sería elegido en el mejor equipo de todos los tiempos de la conferencia.

### Profesional
Fue elegido en la trigésima posición del Draft de la NBA de 1981 por San Antonio Spurs, donde durante dos temporadas fue uno de los hombres menos utilizados por su entrenador Stan Albeck. En su primer año participó en 49 partidos, en los que promedió 3,9 puntos y 1,6 rebotes.
Al año siguiente las cosas fueron a peor, jugando en 34 partidos y promediando 2,8 puntos y 1,3 rebotes. Al término de la temporada fue despedido, probando antes del inicio de la temporada 1983-84 con Chicago Bulls, pero fue despedido.

## Estadísticas de su carrera en la NBA

### Temporada regular
| Temporada | Edad | Equipo            | Liga | P  | TIT | MIN  | TC  | TCA | %TC  | 3P  | 3PA | %3P  | TL  | TLA | %TL  | R.OF. | R.DEF. | REB | ASIS | ROB | TAP | PER | FP  | PTS |
| 1981-82   | 25   | San Antonio Spurs | NBA  | 49 | 15  | 13.0 | 1.6 | 3.6 | .435 | 0.0 | 0.0 | .000 | 0.8 | 1.3 | .594 | 0.8   | 0.9    | 1.6 | 0.8  | 0.4 | 0.0 | 0.5 | 1.5 | 3.9 |
| 1982-83   | 26   | San Antonio Spurs | NBA  | 34 | 1   | 8.6  | 1.0 | 2.4 | .398 | 0.0 | 0.0 | .000 | 0.9 | 1.3 | .674 | 0.7   | 0.6    | 1.3 | 0.6  | 0.3 | 0.0 | 0.7 | 1.0 | 2.8 |
| Total     |      |                   | NBA  | 83 | 16  | 11.2 | 1.3 | 3.1 | .423 | 0.0 | 0.0 | .000 | 0.8 | 1.3 | .626 | 0.7   | 0.7    | 1.5 | 0.7  | 0.3 | 0.0 | 0.6 | 1.3 | 3.5 |

### Playoffs
| Temporada | Edad | Equipo            | Liga | P | MIN | TCA | TC | 3PA | 3P | TLA | TL | R.OF. | REB | ASIS | ROB | TAP | PER | FP | PTS | %TC  | %3P  | %FT  | MIN | PTS | REB | AST |
| 1981-82   | 25   | San Antonio Spurs | NBA  | 5 | 30  | 3   | 6  | 0   | 0  | 4   | 9  | 3     | 8   | 1    | 1   | 0   | 1   | 5  | 10  | .500 |      | .444 | 6.0 | 2.0 | 1.6 | 0.2 |
| 1982-83   | 26   | San Antonio Spurs | NBA  | 3 | 11  | 2   | 5  | 0   | 1  | 0   | 0  | 1     | 1   | 1    | 0   | 0   | 1   | 0  | 4   | .400 | .000 |      | 3.7 | 1.3 | 0.3 | 0.3 |
| Total     |      |                   | NBA  | 8 | 41  | 5   | 11 | 0   | 1  | 4   | 9  | 4     | 9   | 2    | 1   | 0   | 2   | 5  | 14  | .455 | .000 | .444 | 5.1 | 1.8 | 1.1 | 0.3 |